# Orhaniyeia
Orhaniyeia — вимерлий рід сумчастоподібних метатерій, що жили в еоцені Анатолії.
Викопні рештки складаються з фрагментів нижньої щелепи та молярів. У середньому еоцені Туреччина була островом і частиною архіпелагу великих гористих островів у південній Європі та південно-західній Азії, оточених мілководними морями.